# 甄雪斌
甄雪斌（1970年5月10日—），圣名玛窦，山西长治人。他是同时获中国与教廷双方承认的天主教北京总教区助理主教。

## 生平
甄雪斌出生于山西省长治市潞城县的南天贡村，村里大多数村民信奉天主教。他于1988年至1993年在北京天主教神哲学院学习神哲学。此后作为天主教北京教区首批出国留学的修生，他前往美国纽约圣约翰大学深造。他于1997年获神学与礼仪双硕士学位，专攻梵蒂冈第二届大公会议教会学。回国后，他于1998年晋铎，担任北京天主教神哲学院常务副院长。2007年出任北京教区秘书长。2016年任西什库教堂主任司铎。此外，他还担任过北京市天主教爱国会副主席、主席，北京市人民代表大会代表等职。
甄雪斌于2024年3月当选天主教北京教区助理主教候选人。8月28日，教宗方济各在《圣座与中华人民共和国临时协议》的架构下批准了其候选人资格。10月25日，在西什库主教座堂举行的祝圣典礼上，他由北京教区李山主教主礼祝圣为北京教区新任助理主教。